# Alexander Wladimirowitsch Slastin
Alexander Wladimirowitsch Slastin (russisch Александр Владимирович Сластин; * 12. Juni 1942 in Ulan-Ude) ist ein russischer Schauspieler.

## Leben
Bevor Slastin anfing, in Filmen mitzuspielen, arbeitete er ab 1961 als ausgebildeter Schauspieler in zahlreichen Theatergruppen in der Sowjetunion. 1968 wurde Slastin Mitglied der Leningrad Music Hall.
Am Anfang seiner schauspielerischen Laufbahn arbeitete Slastin in russischen Filmproduktionen mit. Ab Anfang der 1990er Jahre jedoch erhielt er auch Aufträge aus anderen Sprachräumen, sein erster nichtrussischer Film war 1991 Die junge Katharina, ein deutschsprachiger Fernsehfilm. Auch auf italienischer Ebene konnte er mit Lo conosciuto auftreten. Der bisher bekannteste Film, bei dem Slastin mitwirkte, ist Der Untergang, der die letzten Tage Adolf Hitlers in Berlin beschreibt. Er spielte die Rolle des Wassili Iwanowitsch Tschuikow.
Slastin lebt derzeit in Sankt Petersburg.

## Filmografie (Auswahl)
- 1970: Knyaz Igor
- 1978: Yuliya Vrevskaya
- 1981: Floria Tosca
- 1987: Oglasheniyu ne podlezhit
- 1989: Vechnyy muzh
- 1990: Novaya shakherezada
- 1991: Die junge Katharina (TV)
- 1991: Anna Karamazoff
- 1993: Lo conosciuto
- 1995: Vsyo budet khorosho
- 1997: The Successor
- 2004: Der Untergang
- 2008: Adrenalin: Odin protiv vsekh (TV-Serie)